# Opius subrotundatus
Opius subrotundatus är en stekelart som beskrevs av Niezabitowski 1910. Opius subrotundatus ingår i släktet Opius och familjen bracksteklar. Inga underarter finns listade i Catalogue of Life.